# Ivane Chegra
Ivane Chegra (* 3. März 2004 in Montreuil) ist ein algerisch-französischer Fußballspieler, der bei AC Ajaccio in der Ligue 2 spielt.

## Karriere

### Verein
Chegra begann seine fußballerische Ausbildung beim FC Bussy Saint-Georges. Bis 2021 spielte er anschließend beim FC Montfermeil. Im Sommer jenes Jahres wechselte er in die Jugendabteilung des AC Ajaccio. Ende der Saison 2021/22 kam er bereits zu elf Einsätzen für die fünftklassige Zweitmannschaft. Zudem spielte er noch zweimal in der Coupe Gambardella für die U19-Mannschaft, mit der er das Viertelfinale erreichte. Nach weiteren Einsätzen im Zweitteam debütierte Chegra am 29. April 2023 (33. Spieltag) bei einer 0:3-Niederlage gegen den OSC Lille in der Ligue 1 für die Profimannschaft. Neben Junioren- und Reserveeinsätzen spielte er alle restlichen sechs Ligapartien in der Ligue 1, stieg allerdings mit dem Team in die Ligue 2 ab. Dort spielte er in der Hinrunde der Saison 2023/24 siebenmal für die Profis und zehnmal für die Zweitvertretung. Anschließend wurde er Ende Januar 2024 an den Drittligisten SO Cholet verliehen. Nach nur zwei Einsätzen kehrte er im Sommer 2024 wieder zum Zweitligisten zurück. Hier spielte er 2024/25 wieder öfter und kam neben weiteren Toren in Fünftligaspielen auf 19 Profieinsätze.

### Nationalmannschaft
Chegra spielte im Juni 2022 dreimal für die U18-Nationalmannschaft Algeriens bei den Mittelmeerspielen 2022.